# Palmarès del Chelsea Football Club
Il Chelsea Football Club, noto semplicemente come Chelsea (pron. 'tʃɛlsi), è una società calcistica inglese con sede nella città di Londra, nel borgo di Hammersmith e Fulham, militante nella massima serie del campionato inglese dalla stagione 1989-1990.
Ha vissuto due diverse epoche di successi, la prima dalla metà degli anni sessanta ai primi anni settanta del XX secolo e la seconda dalla fine degli anni novanta ai giorni nostri. Nel suo palmarès figurano 6 campionati inglesi, 8 FA Cup, 5 Coppe di Lega, 4 Community Shield, 2 UEFA Champions League, 2 Coppe delle Coppe, 2 Europa League, 1 Conference League, 2 Supercoppe europee e 1 Coppa del mondo per club FIFA. Insieme alla Juventus, all'Ajax, al Bayern Monaco ed al Manchester Utd è uno dei cinque club che sono riusciti a vincere tutti e tre i maggiori tornei europei calcistici per club ed è, insieme alle medesime squadre, uno dei club europei che ha vinto almeno una volta tutte le competizioni UEFA a cui ha preso parte; inoltre, grazie alla vittoria della UEFA Conference League 2024-2025 è diventato l'unico club ad aver vinto almeno una volta anche questo trofeo (nato nel 2021) oltre ai rimanenti quattro. Per numero di trofei vinti a livello internazionale è la prima squadra londinese e la seconda inglese dietro al Liverpool. Nel 2013 è inoltre diventata l'unica squadra europea ad essere stata campione in carica contemporaneamente delle due competizioni UEFA stagionali (UEFA Champions League ed Europa League).

## Competizioni nazionali
- Campionato inglese: 6

1954-1955, 2004-2005, 2005-2006, 2009-2010, 2014-2015, 2016-2017
- Coppa d'Inghilterra: 8

1969-1970, 1996-1997, 1999-2000, 2006-2007, 2008-2009, 2009-2010, 2011-2012, 2017-2018
- Coppa di Lega inglese: 5

1964-1965, 1997-1998, 2004-2005, 2006-2007, 2014-2015
- Charity/Community Shield: 4

1955, 2000, 2005, 2009
- Full Members Cup: 2  (record condiviso col Nottingham Forest)

1985-1986, 1989-1990
- Campionato inglese di seconda divisione: 2

1983-1984, 1988-1989

## Competizioni internazionali
- UEFA Champions League: 2

2011-2012, 2020-2021
- Coppa delle Coppe: 2  (record inglese)

1970-1971, 1997-1998
- UEFA Europa League: 2

2012-2013, 2018-2019
- UEFA Conference League: 1  (record condiviso con la Roma, il West Ham Utd e l'Olympiacos)

2024-2025
- Supercoppa UEFA: 2

1998, 2021
- Coppa del mondo per club: 2

2021, 2025

## Competizioni giovanili
- FA Youth Cup: 9

1959-1960, 1960-1961, 2009-2010, 2011-2012, 2013-2014, 2014-2015, 2015-2016, 2016-2017, 2017-2018
- Torneo di Cannes: 3

1959, 1961, 1963
- UEFA Youth League: 2  (record inglese)

2014-2015, 2015-2016
- Blue Stars/FIFA Youth Cup: 1

1984
- Next Gen Cup: 1

2020

## Altri piazzamenti
- Campionato inglese:

Secondo posto: 2003-2004, 2006-2007, 2007-2008, 2010-2011
Terzo posto: 1919-1920, 1964-1965, 1969-1970, 1998-1999, 2008-2009, 2012-2013, 2013-2014, 2018-2019, 2021-2022
- Coppa d'Inghilterra:

Finalista: 1914-1915, 1966-1967, 1993-1994, 2001-2002, 2016-2017, 2019-2020, 2020-2021, 2021-2022
Semifinalista: 1910-1911, 1919-1920, 1931-1932, 1949-1950, 1951-1952, 1964-1965, 1965-1966, 1995-1996, 2005-2006, 2012-2013, 2023-2024
- Coppa di Lega inglese:

Finalista: 1971-1972, 2007-2008, 2018-2019, 2021-2022, 2023-2024
Semifinalista: 1972-1973, 1984-1985, 1990-1991, 2001-2002, 2012-2013, 2017-2018
- Community Shield:

Finalista: 1970, 1997, 2006, 2007, 2010, 2012, 2015, 2017, 2018
- Campionato inglese di seconda divisione:

Secondo posto: 1906-1907, 1929-1930, 1962-1963, 1976-1977
Terzo posto: 1905-1906, 1925-1926, 1927-1928
- Full Members Cup:

Semifinalista: 1991-1992
- Football League War Cup:

Finalista: 1944-1945
- Coppa delle Coppe:

Semifinalista: 1994-1995, 1998-1999
- Supercoppa UEFA:

Finalista: 2012, 2013, 2019
- UEFA Champions League:

Finalista: 2007-2008
Semifinalista: 2003-2004, 2004-2005, 2006-2007, 2008-2009, 2013-2014
- Torneo Internazionale dell'Expo Universale di Parigi 1937:

Finalista: 1937
- FA Youth Cup:

Finalista: 1957-1958, 2007-2008
- Coppa del mondo per club FIFA:

Finalista: 2012
- UEFA Youth League:

Finalista: 2017-2018, 2018-2019